# Shogo Tomiyama
Shogo Tomiyama (富山省吾?, Tomiyama Shōgo; Tokyo, 27 febbraio 1952) è un produttore cinematografico giapponese, principalmente conosciuto per aver prodotto tutti i film di Godzilla dagli anni novanta in avanti. Tomiyama ha iniziato la propria carriera lavorando come assistente nei film di Godzilla. Aspirante produttore, Tomiyama prese le redini della serie cinematografica alla morte di Tomoyuki Tanaka. Shogo Tomiyama è anche responsabile per aver prodotto il più costoso film di Godzilla mai realizzato: Godzilla: Final Wars (2004).

## Filmografia

### Produzioni cinematografiche (parziale)
- Godzilla vs. Biollante (1989)
- Godzilla vs. King Ghidorah (1991)
- Godzilla vs. Mothra (1992)
- Godzilla vs. Mechagodzilla II (1993)
- Godzilla vs. SpaceGodzilla (1994)
- Godzilla vs. Destoroyah (1995)
- Mothra (1996)
- Mothra 2 (1997)
- Mothra 3 (1998)
- Godzilla 2000: Millennium (1999)
- Godzilla vs. Megaguirus (2000)
- Godzilla, Mothra and King Ghidorah: Giant Monsters All-Out Attack (2001)
- Godzilla against Mechagodzilla (2002)
- Godzilla, Mothra, Mechagodzilla: Tokyo S.O.S (2003)
- Godzilla: Final Wars (2004)